# Névoa seca

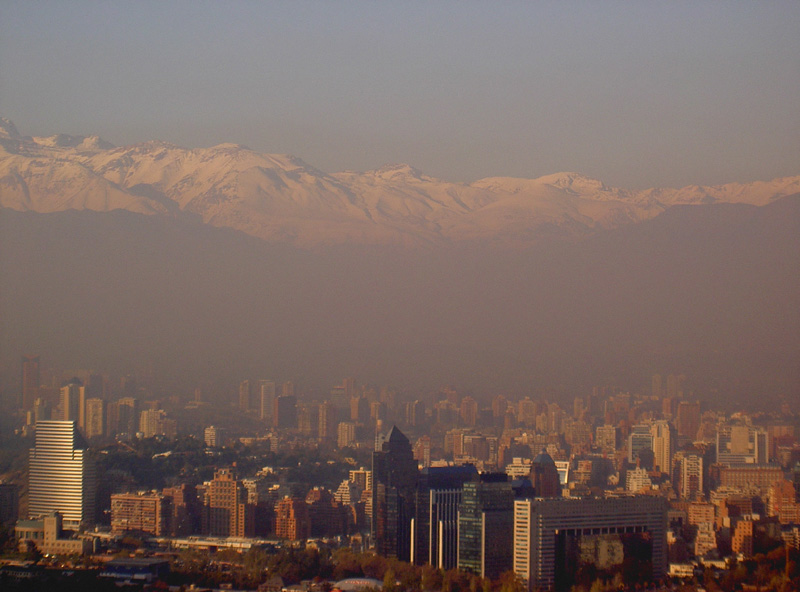
Forte névoa seca formada sobre Santiago do Chile

Assim como a neblina, a névoa seca (também conhecida por bruma seca ou nevoeiro fotoquímico - ou ainda haze, em inglês) é formada quando há a condensação de vapor d'água, porém em associação com a poeira, fumaça e outros poluentes, o que dá um aspecto acinzentado ao ar. É muito comum a ocorrência desse fenomêno nas grandes cidades e metrópoles, sobretudo nos dias frios de inverno, quando ocorrem associados à presença de uma inversão térmica. Caso ocorra produção de ozônio na baixa atmosfera o evento é caracterizado como smog.
Ao contrário do que ocorre com o nevoeiro, a névoa seca normalmente apresenta uma visibilidade superior a 1 km (assim como a neblina). Porém, quando ocorre nas proximidades de aeroportos, a redução da visibilidade pode chegar a afetar a aviação. Altera o nicho ecológico de algumas espécies.